# ریکو ماتسودا
ریکو ماتسودا (ژاپنی: 松田 陸؛ زادهٔ ۲۴ ژوئیهٔ ۱۹۹۱) یک بازیکن فوتبال اهل ژاپن است.
از باشگاه‌هایی که در آن بازی کرده‌است می‌توان به باشگاه فوتبال توکیو و باشگاه فوتبال سرزو اوساکا اشاره کرد.